# Dendrophthoe pentapetala
Dendrophthoe pentapetala là một loài thực vật có hoa trong họ Loranthaceae. Loài này được (Roxb.) G.Don mô tả khoa học đầu tiên năm 1834.